# روبرت فولجير ثورن
روبرت فولجير ثورن (بالإنجليزية: Robert Folger Thorne)‏ هو عالم نبات أمريكي، ولد في 13 يوليو 1920 في سبرينغ لاك في الولايات المتحدة، وتوفي في 24 مارس 2015 في بومونا في الولايات المتحدة.